# Breza, Slovacia
Breza este o comună slovacă, aflată în districtul Námestovo din regiunea Žilina. Localitatea se află la altitudinea de 657 m deasupra n.m., se întinde pe o suprafață de 22,52 km2 și în 2017 număra 1.626 de locuitori. Se învecinează cu Beňadovo și Krušetnica.

## Istoric
Localitatea Breza este atestată documentar din 1580.

## Demografie
| An:                | 1994 | 2004   | 2014   | 2024   |
| ------------------ | ---- | ------ | ------ | ------ |
| Număr de persoane: | 1396 | 1513   | 1604   | 1639   |
| Diferență:         |      | +8,38% | +6,01% | +2,18% |

| An:                | 2023 | 2024   |
| ------------------ | ---- | ------ |
| Număr de persoane: | 1636 | 1639   |
| Diferență:         |      | +0,18% |